# Campionati europei di ciclismo su pista 2013
I Campionati europei di ciclismo su pista 2013 si sono svolti ad Apeldoorn, nei Paesi Bassi, tra il 18 e il 20 ottobre 2013.

## Eventi
Venerdì 18 ottobre
- Inseguimento a squadre femminile
- Inseguimento a squadre maschile
- Velocità a squadre femminile
- Velocità a squadre maschile
- Corsa a punti femminile
- Corsa a punti maschile

Sabato 19 ottobre
- Velocità maschile
- Velocità femminile
- Omnium femminile
- Omnium maschile

Domenica 20 ottobre
- Omnium femminile
- Omnium maschile
- Keirin femminile
- Keirin maschile
- Americana maschile

## Nazioni partecipanti
24 nazioni hanno partecipato (tra parentesi il numero di atleti schierati).
- Austria (3)
- Belgio (12)
- Bielorussia (13)
- Bulgaria (4)
- Danimarca (6)
- Estonia (1)
- Finlandia (4)
- Francia (17)

- Georgia (1)
- Germania (18)
- Gran Bretagna (18)
- Grecia (4)
- Irlanda (3)
- Italia (13)
- Lituania (9)
- Paesi Bassi (19)

- Polonia (18)
- Rep. Ceca (13)
- Russia (23)
- Slovacchia (1)
- Spagna (13)
- Svizzera (7)
- Ucraina (20)
- Ungheria (2)

## Medagliere
| Pos.   | Nazione       | Oro | Argento | Bronzo | Totale |
| ------ | ------------- | --- | ------- | ------ | ------ |
| 1      | Germania      | 3   | 3       | 0      | 6      |
| 2      | Gran Bretagna | 3   | 2       | 3      | 8      |
| 3      | Russia        | 3   | 1       | 2      | 6      |
| 4      | Paesi Bassi   | 2   | 3       | 1      | 6      |
| 5      | Italia        | 2   | 0       | 0      | 5      |
| 6      | Francia       | 1   | 2       | 1      | 4      |
| 7      | Spagna        | 0   | 1       | 2      | 3      |
| 8      | Polonia       | 0   | 1       | 0      | 1      |
| 9      | Belgio        | 0   | 0       | 2      | 2      |
| 10     | Irlanda       | 0   | 0       | 1      | 1      |
| Totale | Totale        | 13  | 13      | 13     | 39     |

## Sommario degli eventi
| Eventi                          | Oro                                                                                  | Prestazione | Argento                                                                     | Prestazione | Bronzo                                                                     | Prestazione |
| Uomini                          |                                                                                      |             |                                                                             |             |                                                                            |             |
| Keirin dettagli                 | Maximilian Levy Germania                                                             |             | Jason Kenny Gran Bretagna                                                   |             | François Pervis Francia                                                    |             |
| Velocità dettagli               | Denis Dmitriev Russia                                                                |             | Robert Förstemann Germania                                                  |             | Jason Kenny Gran Bretagna                                                  |             |
| Velocità a squadre dettagli     | Germania René Enders Robert Förstemann Maximilian Levy                               | 43"636      | Francia Grégory Baugé Michaël D'Almeida François Pervis                     | 43"902      | Russia Denis Dmitriev Pavel Jakuševskij Andrej Kubeev                      | 44"537      |
| Inseguimento a squadre dettagli | Gran Bretagna Steven Burke Ed Clancy Owain Doull Andrew Tennant                      | 4'02"258    | Russia Artur Eršov Evgenij Kovalëv Ivan Kovalëv Aleksandr Serov             | 4'02"460    | Paesi Bassi Dion Beukeboom Roy Eefting Jenning Huizenga Tim Veldt          | 4'04"998    |
| Americana dettagli              | Italia Elia Viviani Liam Bertazzo                                                    | 21          | Spagna David Muntaner Albert Torres                                         | 20          | Belgio Kenny De Ketele Gijs Van Hoecke                                     | 11          |
| Omnium dettagli                 | Viktor Manakov Russia                                                                | 14 pt.      | Tim Veldt Paesi Bassi                                                       | 29 pt.      | Martyn Irvine Irlanda                                                      | 40 pt.      |
| Corsa a punti dettagli          | Elia Viviani Italia                                                                  | 76 pt.      | Thomas Boudat Francia                                                       | 64 pt.      | Eloy Teruel Spagna                                                         | 51 pt.      |
| Donne                           |                                                                                      |             |                                                                             |             |                                                                            |             |
| Keirin dettagli                 | Elis Ligtlee Paesi Bassi                                                             |             | Kristina Vogel Germania                                                     |             | Virginie Cueff Francia                                                     |             |
| Velocità dettagli               | Kristina Vogel Germania                                                              |             | Elis Ligtlee Paesi Bassi                                                    |             | Jessica Varnish Gran Bretagna                                              |             |
| Velocità a squadre dettagli     | Russia Elena Brežniva Ol'ga Strel'cova                                               | 33"563      | Germania Kristina Vogel Miriam Welte                                        | 33"598      | Gran Bretagna Rebecca James Jessica Varnish                                | 33"771      |
| Inseguimento a squadre dettagli | Gran Bretagna Katie Archibald Elinor Barker Danielle King Laura Trott Joanna Rowsell | 4'26"556    | Polonia Eugenia Bujak Edyta Jasińska Katarzyna Pawłowska Małgorzata Wojtyra | 4'35"957    | Russia Gul'naz Badykova Aleksandra Čekina Marija Mišina Evgenija Romanjuta | 4'34"491    |
| Omnium dettagli                 | Laura Trott Gran Bretagna                                                            | 15 pt.      | Kirsten Wild Paesi Bassi                                                    | 15 pt.      | Jolien D'Hoore Belgio                                                      | 18 pt.      |
| Corsa a punti dettagli          | Kirsten Wild Paesi Bassi                                                             | 15 pt.      | Danielle King Gran Bretagna                                                 | 14 pt.      | Leire Olaberria Spagna                                                     | 13 pt.      |